# Záslužný kříž pro duchovní
Záslužný kříž pro duchovní, je záslužná dekorace, kterou založil císař František I. dne 23. listopadu 1801 a byl rozdělený do dvou tříd:
- 1. třída - zlatý kříž
- 2. třída – stříbrný kříž

Zlatý kříž byl udělován duchovním, kteří i za cenu vlastního nebezpečí splnili svojí povinnost při duchovní útěše na bojišti, případně i před nepřítelem. V roce 1809 jej například získal ještě jako vojenský kaplan pozdější olomoucký arcibiskup Maxmilián Josef Sommerau-Beckh.
Stříbrný kříž byl udělován za mimořádnou péči, příkladné povzbuzování morálky mužstva a osobní spoluúčast v boji.

## Popis řádu
Vlastní vyznamenaní tvoří dutý jetelový kříž ze zlata (s váhou cca 21 g) nebo stříbra (s váhou cca 17g), vysoký cca 58 mm a široký cca 50 mm. Na střed kříže je položený smaltovaný medailón s nápisem PIIS MERITIS. Smalt medailonů byl v obou stupních modrý. Od roku 1859 je medailón modrý pro stříbrný kříž a medailon bílý pro zlatý kříž. Avers i revers řádu měl identickou podobu. Ocenění se nosilo na červeno-bílé pruhované trojúhelníkové stuze na levé straně hrudi. Změnou stanov z května 1911 získalo vyznamenání za zásluhy v míru bílou stuhu. Během panování císaře Karla I. bylo možné získat za zásluhy před tváří nepřítele i zkřížené meče umístěné na stuze.